# Tessère de Laima
Laima Tessera
Pour les articles homonymes, voir Laima.
La tessère de Laima (désignation internationale : Laima Tessera) est un terrain polygonal, formée de tesserae situé sur Vénus dans le quadrangle de Fortuna Tesserapar 55° N et 48,5° E. Il a été nommé en référence à Laima, déesse lettone et lituanienne du destin.